# Ceratocapsus barberi
Ceratocapsus barberi är en insektsart som beskrevs av Knight 1930. Ceratocapsus barberi ingår i släktet Ceratocapsus och familjen ängsskinnbaggar. Inga underarter finns listade i Catalogue of Life.